# A Indomável
A Indomável é uma telenovela brasileira produzida pela extinta TV Excelsior e exibida de 1 de março a 10 de abril de 1965 no horário das 19h30, totalizando 36 capítulos. Foi escrita por Ivani Ribeiro, baseada na peça teatral A megera domada, de William Shakespeare e dirigida por Walter Avancini. A Indomável, com um tratamento cômico, foi considerado uma novidade e um sucesso para a época.
A obra de Shakespeare, base desta telenovela, serviu de ponto de partida para outras duas novelas: O Machão (Rede Tupi, 1974), e O Cravo e a Rosa, (Rede Globo, 2000), que era um remake da telenovela da TV Tupi. A produção global teve a direção do mesmo Walter Avancini, trinta e cinco anos depois. Já em 2019, na RecordTV, a trama ganhou mais um remake, dessa vez uma adaptação livre: Topíssima, de Christiane Fridman

## Trama
O fazendeiro Petrucchio, prestes a perder sua propriedade, aceita a missão de se casar com a jovem Catarina, que é bastante rica e cujo pai, o banqueiro Batista, pagará um bom dote, para salvar seu patrimônio. Só que é preciso dominar a moça, conhecida por "a fera" graças a seu temperamento explosivo e suas posições contestadoras, sendo ela uma ardente feminista que espanta todos os possíveis pretendentes. Os dois, tão diferentes, se apaixonam, e Petrucchio, movido pelo amor e pela necessidade de salvar a fazenda, se dispõe a domar a fera, que também vê ruir a sua determinação de jamais se casar.

## Elenco
| Ator/Atriz             | Personagem         |
| ---------------------- | ------------------ |
| Aracy Cardoso          | Catarina Batista   |
| Édson França           | Gustavo Petrucchio |
| David Netto            | Batista            |
| Nívea Maria            | Bianca             |
| Fúlvio Stefanini       | Alberto            |
| Edgard Franco          | Arquimedes         |
| Yara Lins              | Débora             |
| Murilo Amorim Correa   | Nicolau            |
| Maria Aparecida Báxter | Violeta            |
| Machadinho             | Gino               |
| Mariângela             | Rosa               |
| Marcos Miranda         | Juca               |
| João de Ângelo         | Mordomo            |
| Mário Guimarães        | Secretário         |
| Hugo Santana           |                    |
| Mário Ernesto          |                    |
| Jacqueline Myrna       |                    |
| Edmundo Lopes          |                    |